# Skėteriai
Skėteriai (hist. pol. Skietery) – wieś na Litwie, w okręgu wileńskim, w rejonie szyrwinckim.
Według danych ze spisu powszechnego w 2011 roku we wsi mieszkało 50 osób.
W XIX wieku wieś, część dóbr Bortkuszki hr. Platerów. Liczyła 11 domów i 108 mieszkańców.